# هااوزن
هااوزن (به آلمانی: Hahausen) یک شهر در آلمان است که در Lutter am Barenberge واقع شده‌است. هااوزن ۹۲۵ نفر جمعیت دارد.